# Grupo de classes do ideal
Em matemática, a extensão para a qual a fatoração única resulta no anel de inteiros de um corpo numérico algébrico (ou mais genericamente qualquer domínio de Dedekind) pode ser descrito por um certo grupo conhecido como um grupo de classes de ideais (ou grupo de classes). [Em francês: groupe des classes d'idéaux]. Se este grupo é finito, (como é no caso do anel de inteiros de um corpo numérico) então a ordem de um grupo é chamado número de classe.
A teoria multiplicativa de um domínio de Dedekind é intimamente relacionada à estrutura de seu grupo de classes. Por exemplo, o grupo de classes de um domínio de Dedekind é trivial se e somente se o anel é um domínio de fatoração única.

## Referência
- Endler, Otto (1986), Teoria dos Números Algébricos, p. 78